# Carl Allan Pettersson
Carl Allan Pettersson, född 26 januari 1912 i Nyköping, död 12 mars 1991, var en svensk skulptör.
Han var son till maskinisten Carl Johan Pettersson och hans hustru Gerda och från 1935 gift med Vera Teresia Gustavsson. Pettersson var som skulptör autodidakt. Tillsammans med Valentin Wirf ställde han ut i Sundsvall 1958 och han medverkade i samlingsutställningar i Nyköping. Bland hans offentliga arbeten märks väggreliefen Vår tro i Hammerdals kyrka i Jämtland.